# موناویل (ویرجینیای غربی)
موناویل(به انگلیسی: Monaville) شهری در ایالت ویرجینیای غربی کشور ایالات متحده آمریکا است که جمعیت آن در سرشماری سال ۲۰۱۰ میلادی، ۳۰۹ نفر بوده‌است.